# Кінотавр 2018
29-й Кінотавр проходив з 2 по 10 червня 2018 року.

## Журі
- Олексій Попогребський, режисер — голова журі;
- Оксана Акіньшина, актриса;
- Ігор Вернік, актор;
- Леван Капанадзе, оператор;
- Ігор Вдовін, композитор;
- Євген Гінділіс, продюсер;
- Стас Тиркін, критик.

## Офіційна програма

### Основний конкурс
- «Ван Гоги», реж. Сергій Ливнев;
- «Війна Анни», реж. Олексій Федорченко;
- «Тимчасові труднощі», реж. Михайло витратні матеріали;
- «Два квитки додому», реж. Дмитро Месхієв;
- «Дядя Саша», реж. Олександр Гордон;
- «Історія одного призначення», реж. Авдотья Смирнова;
- «Міра», реж. Денис Шабаев;
- «Підкинули», реж. Іван І. Твердовський;
- «Пушкін. Віскі. Рок-н-рол (Заповідник)», реж. Анна Матисон;
- «Русский Біс», реж. Григорій Константинопольський;
- «Серце світу», реж. Наталія Мещанінова;
- «Слони можуть грати в футбол», реж. Михайло Сегал.

### Фільм відкриття
- «Літо», реж. Кирило Серебренников.[2]

### Фільм закриття
- «Справа Собчака», реж. Віра Кричевська.[3]

## Нагороди[4]
- Головний приз: «Серце світу», реж. Наталія Мещанінова;
- Приз за кращу режисуру: Григорій Константинопольський, «Русский Біс»;
- Приз за кращу жіночу роль: Анна Слю, «Подброси»;
- Приз за кращу чоловічу роль: Степан Девонін, «Серце світу»;
- Приз за кращу операторську роботу: Денис Аларкон Рамірес, «Подброси»;
- Приз ім. Г. Горіна «За кращий сценарій»: Авдотья Смирнова, Ганна Пармас та Павло Басинський, «Історія одного призначення»;
- Приз ім. М. Таривердієва «За кращу музику до фільму»: Леонід Десятников та Олексій Сергунін, «Ван Гоги»;
- Приз конкурсу "Кінотавр. Дебют ": «Глибокі річки», реж. Володимир биток.

## Інші Кінотаври
Попередній Кінотавр 2017;
Наступний Кінотавр 2019.